# Svarttjärnen (Jörns socken, Västerbotten, 723554-172286)
Svarttjärnen är en sjö i Skellefteå kommun i Västerbotten och ingår i Byskeälvens huvudavrinningsområde. Sjön har en area på 0,0767 kvadratkilometer och ligger 251 meter över havet. Svarttjärnen ligger i Byskeälven Natura 2000-område.

## Delavrinningsområde
Svarttjärnen ingår i det delavrinningsområde (723673-172187) som SMHI kallar för Utloppet av Finnträsket. Medelhöjden är 272 meter över havet och ytan är 8,43 kvadratkilometer. Räknas de 2 avrinningsområdena uppströms in blir den ackumulerade arean 14,66 kvadratkilometer. Kvarnbäcken som avvattnar avrinningsområdet har biflödesordning 2, vilket innebär att vattnet flödar genom totalt 2 vattendrag innan det når havet efter 59 kilometer. Avrinningsområdet består mestadels av skog (67 procent) och sankmarker (14 procent). Avrinningsområdet har 0,75 kvadratkilometer vattenytor vilket ger det en sjöprocent på 8,9 procent.